# Torenia pierreana
Torenia pierreana är en tvåhjärtbladig växtart som beskrevs av Bonati. Torenia pierreana ingår i släktet Torenia och familjen Linderniaceae. Inga underarter finns listade i Catalogue of Life.